# Calgary Foothills Football Club
Calgary Foothills Football Club (CFFC) é um clube de futebol canadense baseado em Calgary, Alberta, que compete na USL League Two . O clube foi fundado como um clube de jovens em 1972 e em 2015 como uma franquia PDL. A equipe joga seus jogos em casa no Foothills Composite High School, em Okotoks. As cores do time são verde e branco.

## História
Calgary hospedou anteriormente um time, o Calgary Storm, na Premier Development League durante a temporada de 2001. O clube do PDL de Calgary Foothills FC foi lançado em 2014 e disputou uma série de jogos de exibição contra o Vancouver Whitecaps U 23, FC Edmonton Reserves, e clubes universitários locais.
O jogo inaugural do clube na PDL  foi disputado em 17 de maio de 2015 contra o Puget Sound Gunners FC, com os Foothills vencendo por 2-1. O clube terminou em 4º na Divisão Northwest do PDL em 2015 com um recorde de 3-2-7, perdendo os playoffs.
Na temporada de 2016, Calgary Foothills venceu a Northwest Division com um recorde de 8–3‑3. Nos playoffs, Calgary Foothills derrotou o Seattle Sounders U-23, o FC Golden State Force e o FC Tucson para vencer a Conferência Oeste. Calgary Foothills mais tarde derrotaria Ocean City Nor'easters nas semifinais da PDL para avançar para a final contra o Michigan Bucks . Calgary perderia a final da PDL  3-2 com um pênalti aos 86 minutos.
Na temporada de 2017, apesar de perder os principais jogadores Elijah Adekugbe e Dominic Russo por lesão, Calgary Foothills melhorou seu total na temporada anterior, terminando em segundo na Northwest Division no diferencial de gols para o Portland Timbers U-23 . O clube perderia para Portland no jogo de disputa da Divisão do Noroeste. Fora do campo, o clube abriria uma instalação de treinamento interno de US $ 11 milhões, a primeira do gênero no oeste do Canadá.
Depois de jogar em três estádios em três anos e se esforçar para encontrar um local que atendesse aos padrões do PDL em Calgary, o clube se mudaria para 20 km ao sul da cidade de Okotoks para a temporada 2018 para jogar no estádio da Foothills Composite High School. Antes do início da temporada, o clube ganhou as manchetes quando a goleira da seleção feminina canadense, Stephanie Labbé, testou o time da PDL. O clube teria sua melhor temporada até o momento em 2018, perdendo apenas uma vez em 14 jogos, e se tornaria campeão da Western Conference depois de derrotar o Colorado Rapids U-23 e o FC Tucson . Foothills avançou para a final do PDL pela segunda vez em três temporadas depois de derrotar o Chicago FC United, e venceria o campeonato PDL 2018 em uma prorrogação por 4-2 no Reading United AC .

## Títulos
Campeão Invicto
| NACIONAIS      | NACIONAIS                  | NACIONAIS | NACIONAIS  |
|                | Competição                 | Títulos   | Temporadas |
| -------------- | -------------------------- | --------- | ---------- |
| Estados Unidos | Premier Development League | 1         | 2018       |